# سویامائه
سویامائه (به لاتین: Sõjamäe) یکی از بخش‌های  تالین پایتخت استونی است. سویامائه ۱۴۰ نفر جمعیت دارد.